# Indomyrma dasypyx
Indomyrma dasypyx é uma espécie de formiga que pertence ao gênero Indomyrma. Foi a única espécie conhecida de Indomyrma até que Indomyrma bellae foi descrita em 2012.
Brown descreveu as espécies em 1986. Elas são nativas da Índia.